# 有井進斎
有井 進斎（ありい しんさい）は幕末、明治の儒学者。徳島藩寺島学問所素読方、長久館助教授、長崎師範学校（1874-1878年）教諭、陸軍参謀本部編纂課雇員、東京府師範学校兼中学校教官。

## 経歴

### 徳島時代
天保元年（1830年）阿波国徳島に生まれた。
那波鶴峰に業を受け、小出兼政に算術、岩本贅庵に経書、史書を学び、寺島学問所素読方、西の丸長久館助教授を務めた。履歴書によれば、明治元年（1868年）11月12日徳島藩町学校長、明治2年（1869年）10月15日学校洋書局一等助教、明治3年（1870年）6月1日漢学校教授となっている。

### 長崎時代
長崎師範学校（1874-1878年）教員を命じられた門弟岡本韋庵に代わりを依頼され、明治4年（1871年）6月教員、明治5年（1872年）6月文部省十等出仕、8月教諭となった。学生からの評判は悪くなかったが、無口な性格のため同僚等と打ち解けず、明治6年（1873年）2月退職した。

### 東京時代
上京後、岡本韋庵宅に身を寄せ、明治13年（1880年）11月2日韋庵の属する陸軍参謀本部編纂課に就職した。参謀本部では軍人勅諭の草案に関わったともいわれる。
明治15年（1882年）頃、秋永蘭二郎、谷口復四郎と講学所集義館を設立し、名分論布教のため国史編纂を計画したが、明治17年（1884年）の復四郎没後、廃絶した。
明治18年（1885年）同門の芳川顕正東京府知事の口利きで東京府師範学校兼中学校教官に就任した。
明治22年（1889年）5月8日病臥し、22日小石川区西江戸川町の仮宅で死去した。墓所は音羽蓮光寺。

## 著作
- 『荘子評註』 - 郭象注・陸徳明音義『荘子』注釈書。
- 『論語論文』 - 『論語』注釈書。
- 『補標史記評林』 - 凌稚隆（中国語版）編・李光縉増補『史記評林』注釈書。
- 『進斎遺稿』

## 人物
程朱学を墨守し、陽明学を排斥した。同窓芳川顕正が高橋家養子に入った際、養祖父高橋赤水の遺した古学書に没頭したため、進斎は絶交を言い渡し、半年後浅野玄碩の仲裁でようやく縒りを戻したという。詩は杜甫、李商隠を好んだ。
無口でうわべを飾らず、嘉永5年（1852年）頃入門した岡本韋庵は、当初「極めて蠢物」「風標揚がらず、音吐訥渋」との印象を受けたと記している。一方、酒に酔うと人を罵る一面もあった。